# Donna Diana

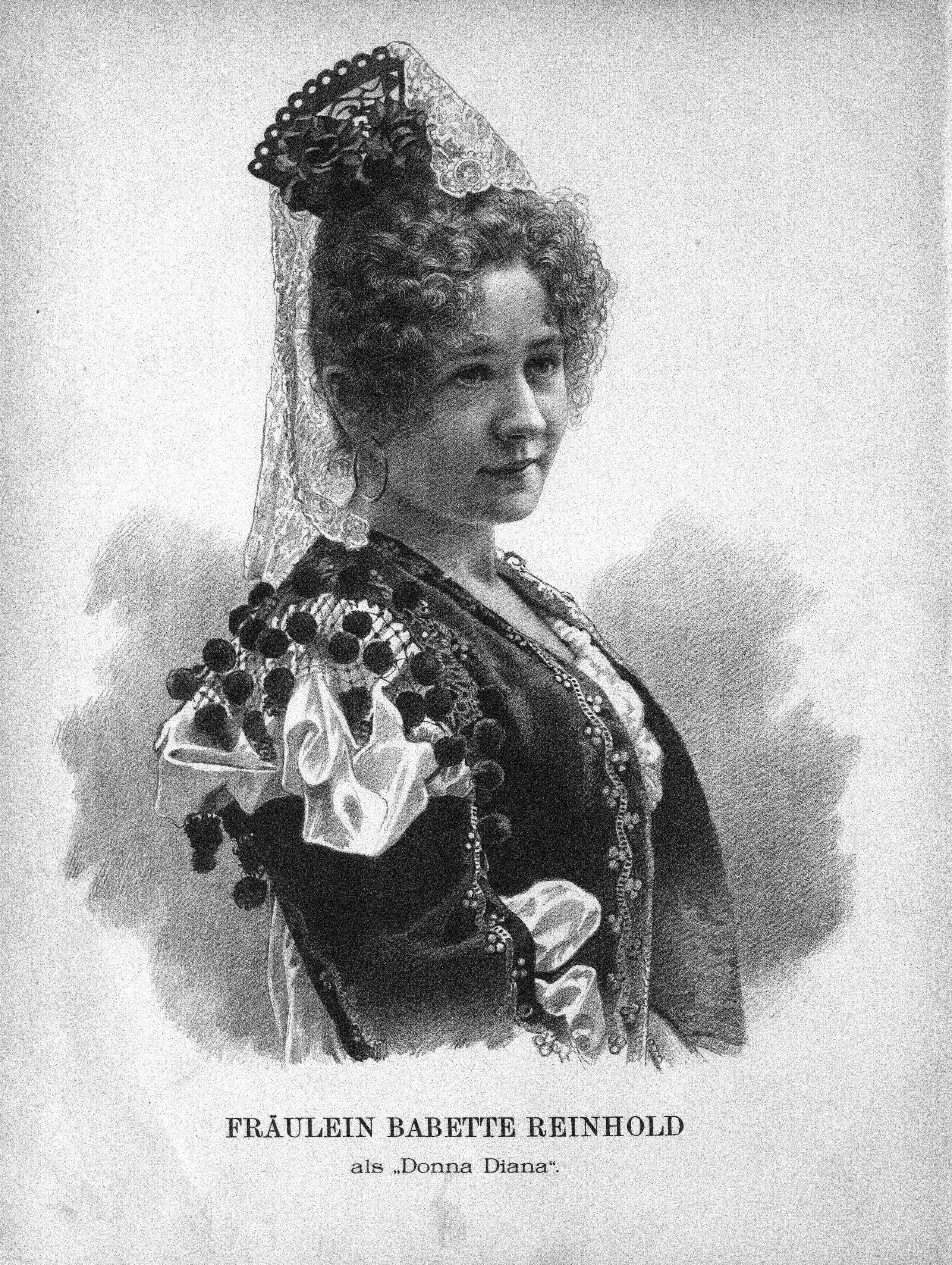
Babette Reinhold (1863–1940) jako Donna Diana (1894)

Donna Diana je komická opera o třech dějstvích. Hudbu složil rakouský skladatel českého původu Emil Nikolaus von Reznicek (1860–1945). Reznicek si sám napsal i libreto opery k prvním dvěma verzím. Předlohou mu byla komedie El desdén, con el desdén (Vzdor za vzdor), kterou napsal Španěl Agustín Moreto y Cabana, a to v jejím německém překladu od Josepha Schreyvogela pod názvem Donna Diana oder Stolz und Liebe (Donna Diana neboli pýcha a láska). Premiéra opery se konala dne 16. prosince 1894 v Novém německém divadle v Praze. Opera byla dvakrát revidována skladatelem, poprvé v roce 1908 a pak v roce 1933. Libreto k verzi z roku 1933 upravil muzikolog a dramaturg berlínské opery Julius Kapp.

## Literární předloha
Příkladů o pokořených pyšných princeznách, o něž usiluje několik nápadníků, je celá řada. Jsou v pohádkách, činohrách i operách. Takový je i děj veselohry El desdén, con el desdén, jejímž autorem byl španělský dramatik Augustin Moreto y Cabana (1618–1669). Tato veselohra patří k nejzdařilejším a nejoblíbenějším Moretovým dílům. Hlavní hrdinka má jméno Diany, antické bohyně lovu, která se rozhodla zůstat pannou, což je také hlavní motiv děje veselohry. Donna Diana sice ví, ke komu její srdce táhne, avšak vytrvale předstírá nezájem a její vytoužený jí oplácí stejně. Je to souboj dvou tvrdých povah, hra kdo s koho, ovšem se šťastným koncem. Hra byla v Evropě s úspěchem uváděna po celé 19. století.
V Praze byla v češtině uvedena roku 1868 a znovu 1877 v Prozatímním divadle v překladu Josefa Jiřího Stankovského. Pak byla hrána v roce 1885 s novým překladem Josefa Václava Sládka v Národním divadle.
Její německou verzi Stolz und Liebe (Pýcha a láska) zvolil Emil Nikolaus von Reznicek jako předlohu své opery.

## Hudba
Reznicekova hudba k opeře Donna Diana má hodně vídeňského kouzla a také španělské zabarvení. Jeho instrumentace je bohatá na chytlavé melodie. Jeden z hudebních motivů z této opery byl po dlouhá léta hrán na druhém programu německé televize (Zweites Deutsches Fernsehen, ZDF) jako ústřední melodie hudebního kvízu Erkennen Sie die Melodie (Poznejte tuto melodii), který byl vysílán v letech 1969–1985 jednou za měsíc (s přestávkami). Předehra opery sloužila také americkému rozhlasu (1947–1955) při sérii Challenge of the Yukon a pak přešla do televizního seriálu Seržant Preston z Yukonu (1955–1958).

## Nahrávky
V roce 2004 vydalo německé hudební nakladatelství CPO kompletní nahrávku opery Donna Diana, která se uskutečnila v květnu 2003 při jejím představení v operním domě v Kielu. Dirigent Ulrich Windfuhr řídil orchestr opery v Kielu. Hlavní roli Diany zpívala sopranistka Manuela Uhl. Jsou to dvě CD, cpo 999 991-2.

## Inscenační historie
Premiéra opery se konala dne 16. prosince 1894 v Novém německém divadle v Praze. 15. dubna 1895 byla Donna Diana uvedena v Karlsruhe, následovala města Lipsko, Vratislav (Breslau), Výmar, Štrasburk a Kolín nad Rýnem, poté přišly Mannheim a Brémy, mimo Německo také Riga (1896) a Curych (1897). Dne 9. prosince 1898 byla Donna Diana uvedena ve Vídeňské dvorní opeře pod taktovkou Gustava Mahlera. Dne 30. dubna 1908 měla v Berlíně premiéru druhá verze opery, která se však na jevištích neuchytila. V roce 1933 byla uvedena nejprve ve Wuppertalu (15. 11.) a vzápětí v Berlíně (31. 12.) premiéra třetí verze opery, která pomohla opeře k novému startu. Byla pak hrána až do roku 1944, přičemž dosáhla na německých scénách téměř padesáti repríz. Při bombardování na konci druhé světové války však byl v Berlíně zničen veškerý provozovací materiál k této verzi, takže několik inscenací po válce bylo provedeno v původní verzi z roku 1894. Reznicekovy opery se začaly opět vracet na jeviště až od 60. let 20. století. Státní opera Praha uvedla koncertní provedení Donny Diany dne 1. března 2018.

## Děj opery
Příběh se odehrává na zámku suverénního hraběte Dona Diega v Barceloně.

### První jednání
Rytíř a vítěz turnaje Don Cesar je vášnivě zamilován do Donny Diany, hrdé dcery Dona Diega, hraběte Barcelony. Ona se však k němu chová chladně a odmítavě, ačkoli i jí se rytíř Don Cesar líbí. Cesar dostává radu od Perina, dvorního šaška, který mu doporučuje, aby i on začal být chladný a lhostejný k milované princezně a vrátil jí tak její lhostejnost. Cesar slibuje, že se bude tímto doporučením řídit, i když je to pro něj velmi obtížné. Dvorní šašek současně tuto strategii ihned vyzkouší na Donně Florettě, nevlastní sestře princezny Diany, protože ta se mu právě dvoří.
Lidé se shromažďují k oslavě turnaje a vyvolávají slávu Donu Diegovi. Hrabě vítá na svém zámku lid i tři prince, Dona Cesara, Dona Louise a Dona Gastona, finalisty turnaje. Současně si přeje, aby si jeho dcera při slavnostním předávání vavřínů vybrala ženicha mezi finalisty a dala Barceloně dědice. Diana se proti této jeho myšlence rozhořčeně brání. Don Diego je zoufalý, Don Cesar ztrácí odvahu a všichni se modlí, aby Bůh obměkčil Dianinu zatvrzelost. Mezi tím se ostatní protagonisté – dvorní šašek Perin, oba šlechtici Luis a Gaston, a také tři dvorní dámy Floretta, Laura a Fenisa – od princezniny paličatosti odvracejí, protože i mezi nimi se začínají vytvářet pouta lásky. Princezna Diana navenek stále zůstává ve svém odmítavém postoji pevná, Cesar se však rychle vzpamatuje a prohlásí, že se bude Dianě dvořit pouze z úcty. Tato jeho strategie začíná působit – nyní je to Diana, která bude muset Cesarovu hrdost překonávat. Začíná karneval a taneční zábava.

### Druhé jednání
Oslavy dosahují maškarní slavností dalšího vrcholu. Diana vysvětluje podle staré tradice, že si každý rytíř musí vybrat dámu k tanci podle barevné stuhy, kterou má každá z dam u sebe. Ovšemže se neví, že každá z dam má u sebe všechny barvy, takže si sama vybírá svého tanečníka. Don Louis, který vybírá zelenou, dostane Donnu Lauru, Don Gaston vybírá červenou a hlásí se Fenisa. Perin, který hlasitě tvrdí, že opovrhuje láskou, si vybírá barvu temnou – Florettu. A Don Cesar, který vybírá barvu bílou, se stane tanečníkem Donny Diany. Vezme ji za ruku a její krása jej tak omámí, že zapomene na své předsevzetí a vyzná jí lásku. Diana se mu sice opět vysměje, ale Cesar se brzo vzchopí a řekne jí, že lásku k ní jen předstíral. Diana zuří a hned plánuje pomstu. Oblékne se do krásných šatů, prochází se v zahradách a za doprovodu svých sestřenic zpívá romanci o mouřenínovi Alcaidovi. Na Cesara to však vůbec nezapůsobí, obdivuje rostliny v zahradě a baví se s Perinem. Tentokrát je zklamaná zase Diana, zejména když vidí, jak se oba další šlechtici dvoří svým vyvoleným.

### Třetí jednání
Když masky spadnou a tři nekomplikované páry otevřeně svědčí o svém zalíbení, je to už konečný útok na mramorové srdce princezny Diany, která jediná zůstává sama. Ale přesto se ještě snaží vzbudit v Cesarovi žárlivost a tvrdí, že chce splnit přání svého otce a vzít si za muže jednoho ze dvou šlechticů, prince Luise. Její snaha se však nenaplní a vše se ještě zhorší, když jí na chvilku zkamenělý Cesar zdvořile blahopřeje a sděluje, že on se ožení s Donnou Laurou. To všechno také nadšeně potvrzuje i otec Diego. To je už příliš. Diana vidí, že její láska k hrdinovi, kterou si sama nechtěla přiznat, je v nebezpečí. Její hrdost mizí a ona vyzná svou lásku k Cesarovi. „Vybrala jsem si toho, který si podmanil mou pýchu“. Perinova rada, která zněla (německy): „Begegnet sie Euch hart, thut ihr desgleichen“ (když je vůči Vám neoblomná, oplaťte jí stejným), nezklamala.

## Obsazení při premiéře
| osoba                                            | hlasový obor | premiéra (16. 12. 1894) (Dirigent: Rudolf Krzyzanowski |
| ------------------------------------------------ | ------------ | ------------------------------------------------------ |
| Don Diego, suverénní hrabě z Barcelony           | bas          | Moritz Frauscher                                       |
| Donna Diana, dědičná princezna, jeho dcera       | soprán       | Leonore Better                                         |
| Donna Laura, jeho neteř                          | soprán       | Sarolta von Rettich-Pirk                               |
| Donna Fenisa, jeho neteř                         | alt          | Gisela von Ruttersheim                                 |
| Floretta, nevlastní sestra a důvěrnice princezny | mezzosoprán  | Lina Carmasini                                         |
| Don Cesar, princ z Urgelu                        | tenor        | Gustav Seidel                                          |
| Perin, dvorní šašek                              | baryton      | Max Dawison                                            |
| Don Luis, princ z Béarnu                         | tenor        | Adolf Perluss                                          |
| Don Gaston, hrabě Foix                           | bas          | Georg Sieglitz                                         |